# Forêt classée du Kou

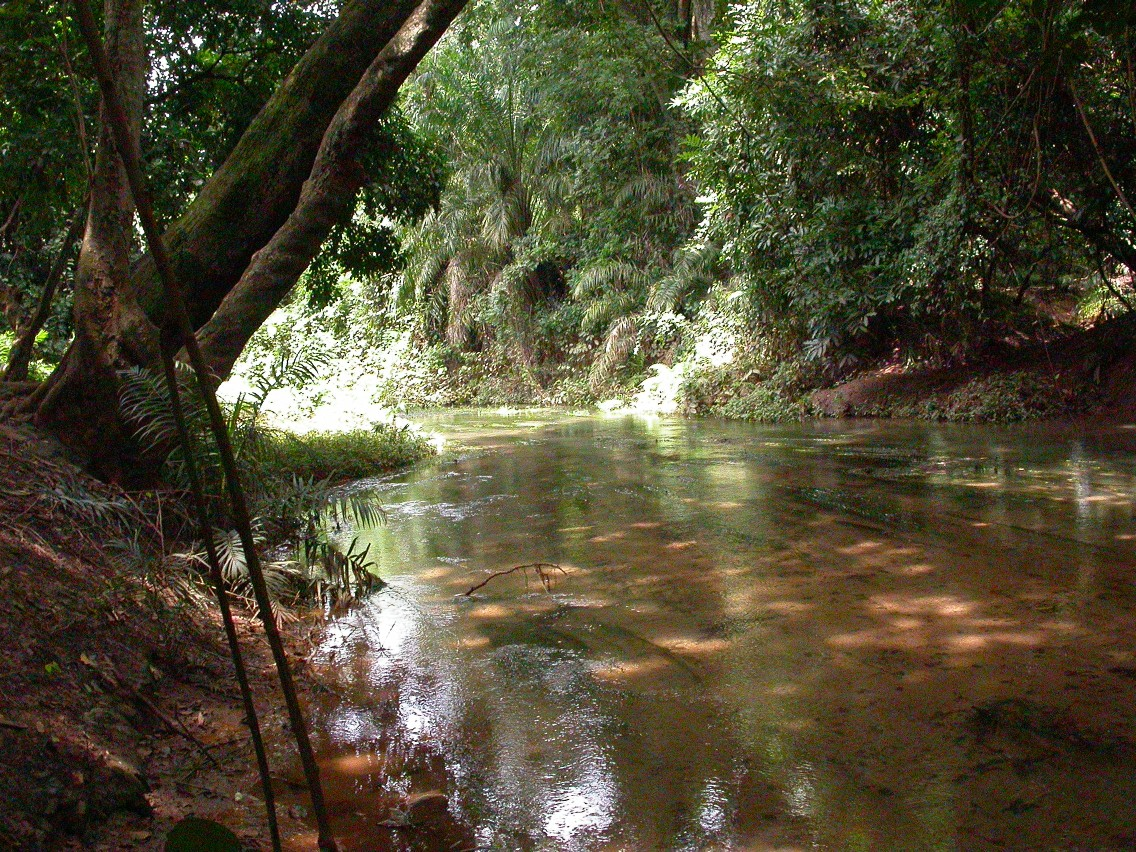
Forêt classée du Kou - las galeriowy nad rzeką Guinguette

Forêt classée du Kou – rezerwat przyrody w prowincji Houet na południowym zachodzie Burkina Faso. Został założony jeszcze przez francuskie władze kolonialne 4 lipca 1935 roku. Jego powierzchnia wynosi obecnie 114 hektarów. Swoją nazwę rezerwat zawdzięcza płynącej przez jego tereny rzece Kou.

## Położenie
Forêt classée du Kou leży około 15 kilometrów na północny zachód od Bobo-Dioulasso, drugiego pod względem wielkości miasta Burkina Faso. W pobliżu znajduje się Politechnika Bobo-Dioulasso oraz Szkoła Gospodarki Wodnej i Leśnej. Oprócz rzeki Kou przez rezerwat przepływa także jej dopływ Guinguette. Oba cieki wodne mają duże znaczenie dla zaopatrywania Bobo-Dioulasso w wodę pitną.

## Warunki naturalne
Pora deszczowa trwa tutaj od połowy maja do października, średnia roczna wysokość opadów wynosi ok. 900 mm. Blisko połowę rezerwatu zajmują położone nad strumieniami lasy galeriowe. Ponadto istnieją tu tereny sawannowe i suche lasy. Żyje tu 277 gatunków roślin, co stanowi około 15 procent liczby gatunków spotykanych w Burkinie Faso.